# 文化屋雑貨店
文化屋雑貨店（ぶんかやざっかてん）は、長谷川義太郎が1974年に創業した、日本の雑貨販売企業である。東京都渋谷区（当初は渋谷、のちに原宿）に所在。2015年に閉店した。
長谷川は東京以外の各地で文化屋雑貨店を開業したい者が現れると、店名の使用料などを取らず営業することを認めた。よって、広島市・豊橋市・金沢市・札幌市などにあった「文化屋雑貨店」は、長谷川が経営していたものではない。

## 概要
1974年3月24日、長谷川義太郎が渋谷のファイヤー通り（のちにファッション誌『POPEYE』が命名）に創業した。ファッション業界の人々の往来を狙った立地であった。店内には「探し物をどうぞお書き下さい」という創業当初に店内に置いていたノートがあり、来店客とのコミュニケーションの手段であった。扱う商品は当初は荒物が中心だったが、その後は様々な商品に変遷する。それは長谷川が「売れるってわかってるものを仕入れて売ってもつまんない」という理由で、「たくさん売れるようになった商品は、いちばん売れてるときに売るのをやめ」るためだった。
初期のビジネスは国内が中心であったが、のちに海外からの仕入れも行うようになった。西武百貨店を介して香港の雑貨を仕入れたことが最初であり、この際、それまで行っていなかった百貨店への出店をおこなった。定番商品として、画家・塗り絵作家の蔦谷喜一の絵柄の商品などがあった。売れたときには，きいちグッズだけで1日で260万、月で3,000 万円もの売り上げがあった。
1988年にビルの建て替えのため立ち退き、原宿に移転する。
2015年1月15日に突如閉店。
2016年7月、期間限定復活企画である「第一回文化屋雑貨点」が開催される。

## 著名人の顧客
山本寛斎、菊地武夫、コシノジュンコ、山口小夜子、ヴィヴィアン・ウェストウッド、アンディー・ウォーホル、ポール・スミスなど，国内外で活躍するデザイナーやモデルらが訪れた。なかでもポール・スミスは2013年、長谷川とともに大型のポップアップショップBunkaya meets Paul Smith をPaul Smith SPACE でオープンさせた。スミスが撮影した写真を，文化屋雑貨店がトリミング，コラージュ，プリントしたアイテムおよそ60 種類が販売された。

## 関連文献
- 長谷川義太郎『文化屋雑貨店：キッチュなモノからすてがたきモノまで』文化出版局、2014年